# NZB
Een NZB is een op XML-gebaseerd bestandsformaat voor het ophalen van berichten vanaf een NNTP-server. NZB-bestanden worden doorgaans toegepast in het binaries gedeelte van Usenet, anders dan in het tekstgeoriënteerde Usenet. Het NZB-bestand bevat slechts de verwijzingen (de z.g. message-ID) naar waar deze bestanden te downloaden zijn.
Met een NZB-compatibele newsreader kunnen de bestanden worden geïmporteerd om zo de juiste bestanden te downloaden. De newsreader leest alle Message-ID's in het NZB-bestand en decodeert deze naar een binair bestand (meestal met yEnc of UUencode).